# Allan Walters
Pour les articles homonymes, voir Walters.
Allan Leslie Walters, né le 2 novembre 1905 dans l’État de Victoria, et mort le 19 octobre 1968, était un haut commandant de la Force aérienne royale australienne (RAAF). Élevé en Australie-Occidentale, il est diplômé du Collège militaire royal de Duntroon avant d'être muté au RAAF en 1928. Il est considéré par ses collègues comme l'un des premiers instructeurs de vol australiens et l'un des meilleurs pilotes de voltige aérienne du début des années 1930. Il est affecté à son premier commandement d'escadron en 1937. Au cours de la Seconde Guerre mondiale, Walters dirigeait la No. 1 Squadron RAAF à Singapour, l'escadre No 1 à Darwin, l'escadre No 72 en Nouvelle-Guinée néerlandaise et au Northern Command en Papouasie-Nouvelle-Guinée. Il est décoré de l'Air Force Cross en 1941 pour ses exploits avec le 1er Escadron, et est mentionné dans les dépêches en 1944 pour son service avec la 72e escadre.
Walters est nommé commandant de l'Ordre de l'Empire britannique en 1946 pour service rendu avec la Northern Command. Ayant alors déjà occupé des postes majeurs au sein de le RAAF d'après-guerre, il est au cours des années 1950 nommé au poste de Air Officier Commanding (AOC) de la RAAF Overseas Headquarters à Londres, chef du personnel des services conjoints australiens à Washington, AOC Home Command, Air Command for Personnel puis AOC Support Command. Promu Air vice-marshal en 1952, il est ensuite nommé Compagnon de l'ordre du Bain en 1956. Surnommé « Wally » par ses proches, il est deux fois candidat au poste de chef de l'État-major de l'Air, essuyant cependant deux échecs. Il se retire de la RAAF en 1962 et s'installe à Melbourne, où il meurt en 1968 à l'âge de soixante-deux ans.

## Début de carrière
Allan Leslie Walters naît le 2 novembre 1905 à Ascot Vale, dans l’État de Victoria. Son père, Ferdinand Walters, est enseignant et sa mère Edith femme au foyer. La famille déménage à Perth, en Australie-Occidentale et Allan termine ses études au Perth Modern School, où il rejoint les Cadets. Après avoir quitté l'école et passé huit mois dans la milice, il entre au Collège Militaire Royal de Duntroon, en février 1924. Il se spécialise dans l'artillerie de campagne et se distingue par ses capacités athlétiques. Diplômé lieutenant en décembre 1927, il est transféré à la Royal Australian Air Force (RAAF) le 1er février 1928,. Walters postule dans l'ingénierie militaire, mais échoue à la sélection de cette discipline après l'obtention de son diplôme ; il demande donc à être transféré dans l'armée de l'air, qui, n'ayant aucun collège pour les cadets, s'est arrangé avec Duntroon pour prendre un de ses spécialistes en artillerie chaque année, pour un détachement en tant que pilote. Il commence sa formation aux Bases aériennes Williams au milieu de l'année 1928 et obtient son diplôme d'officier en aviation en mars 1929. Walters a démontré une aptitude en tant qu'instructeur, et après une formation supplémentaire, il est classé instructeur de vol de classe «A1», une distinction rare dans le domaine de l'aviation de l'époque. Il est ensuite posté à l'escadron n ° 3 à la station RAAF de Richmond, en Nouvelle-Galles du Sud. Il se fait également une réputation en faisant de la voltige dans des spectacles aériens à travers tout le pays,. Il a démontré ce talent particulier en survolant, avec sa future femme Jean Manning, l'église All Saints Church à North Parramatta, dont le père en était le recteur. Le révérend Manning épouse le couple le 30 juin 1930 ; et leur fille Robin naît plus tard dans la ville de Richmond,. Walters obtient une place permanente au sein de la Force aérienne en 1930. Le 5 janvier 1931, promu alors au grade de Flight lieutenant, il remporte un trophée dans une course d'obstacles aériens au Cootamundra Air Pageant. En mai de l'année suivante, il remporte la NSW Air Derby et le Evening Cup News. Il commande temporairement la 3e Escadron en octobre 1933, en l'absence du chef d'escadrille William Bostock. À l'époque, le commandant de l'escadron n ° 3 était également chargé du commandement de la station RAAF de Richmond. Walters est envoyé en Grande-Bretagne en 1936 pour assister au Royal Air Force Staff College, à Andover, et est promu Squadron leader en mars 1937. Il entreprend également un parcours de reconnaissance navale au RAF Manston. Il retourne en Australie en mai puis prend le commandement du 22e escadron en juin, aux commandes d'un Hawker Hart et d'un Avro Anson, jusqu'en février 1938.

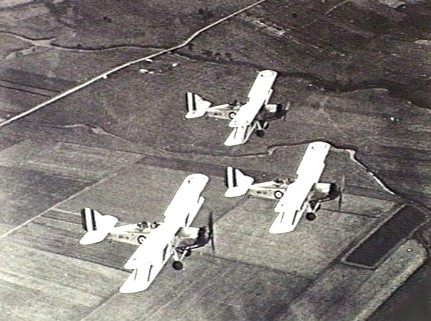
Westland Wapitis de la 3e Escadre à Richmond, en octobre 1932.

Entre le 6 et le 23 février 1938, Walters effectue le premier vol transcontinental à bord d'un avion conçu entièrement en Australie, la Tugan Gannet. Lors de cet exploit, il est assisté du vice-maréchal de l'air Richard Williams. Il retourne à Richmond en mai 1938 pour diriger la 3e Escadron, aux commandes d'un Hawker Demon, et participe de nouveau à des séances d'acrobatie aérienne,. Le 25 octobre 1938, son Demon s'écrase à Tumbi Umbi, en Nouvelle-Galles du Sud, à cause d'un problème de moteur, peu de temps après le décollage. Heureusement, il n'a pas été blessé. En reprenant son poste de Richmond en mai 1939, Walters est transféré à Melbourne en tant que directeur des fonctions du personnel au siège de la RAAF,. Plus tard, il rejoint le group captain Henry Wrigley en tant qu'évaluateur expert dans le cadre d'une enquête concernant une récente série de trois accidents à Anson ; le rapport intégrale publié en octobre révèle que l'erreur humaine était l'explication la plus probable sur au moins un des accidents, mais on notait également que les pilotes avaient eu besoin de plus d'expérience pratique pour faire face aux incidents potentiels en vol.

## Seconde Guerre mondiale

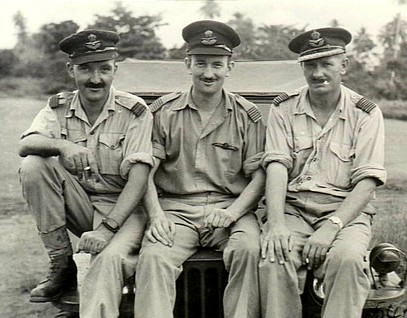
Allan Walters (à droite), en Nouvelle-Guinée en décembre 1943.

La première contribution opérationnelle de Walters à la Seconde Guerre mondiale était en tant que commandant du No. 1 Squadron RAAF, qu'il mène à Sembawang, à Singapour, en juillet 1940,. Sa promotion au poste temporaire de Wing commander est annoncée le même mois. Il avait déjà voyagé incognito à Singapour à bord d'une Short S.23 Empire de la compagnie Qantas, qui avait été cordialement demandé de s'écarter de sa trajectoire initiale afin que Walters puisse localiser les aérodromes situés aux Indes orientales néerlandaises. Déployé en réponse aux craintes de l'expansion japonaise en Malaisie, la 1re escadron est la première unité australienne équipée de bombardiers légers Lockheed Hudson, employés habituellement aux manœuvres de patrouille maritime,. Walters reçoit la Air Force Cross pour ses « efforts significatifs dans toutes les opérations » et pour avoir formé son unité à « un niveau particulièrement élevé », en 1941 à l'occasion du King's Birthday Honours. Il succède à Frank Lukis au poste de commandant de la RAAF Station à Laverton, dans l'État de Victoria, en mai de la même année, et est promu Group Captain. En mai 1942, il rejoint le quartier général de la South West Pacific Area(SWPA), à Melbourne en tant que directeur adjoint des opérations. Il a également été group captain en septembre et est transféré au RAAF Command en tant qu'assistant supérieur du personnel aérien,. 

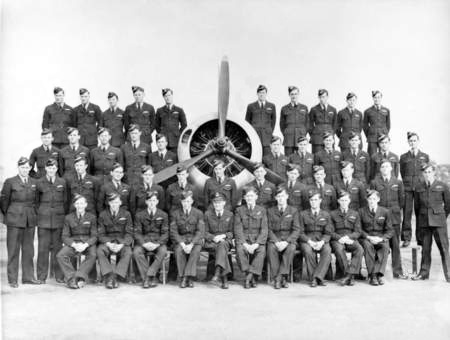
La No. 5 Service Flying Training school, sous le commandement de Walters à partir du 30 juin 1943.

Le 7 octobre 1942, Walters prend le commandement d'une nouvelle formation, l'escadre numéro 1, à la Station Richmond de la RAAF, dont la principale mission est de renforcer la capacité de défense aérienne de la région nord-ouest de l'Australie. Cette unité comprend trois escadrons de Supermarine Spitfire qui sont importés d'Europe : la no 54, la no 452, et la no 457. Mené par le commandant d'escadre Clive Caldwell, un des as de l'aviation australienne, Walters commence à déployer des provisions et des soldats sur Darwin, ravivant alors considérablement le moral des troupes postées dans la région. Se déclarant avec fierté être le plus vieux pilote de chasse d'Australie, il a la réputation d'un grand volontaire, saisissant la moindre occasion pour rejoindre ses hommes dans les airs,. Il vole en tant qu'ailier de Caldwell durant la première offensive majeure contre les Japonais sur Darwin le 2 mai 1943. Huit Spitfire sont abattus et plusieurs autres sont endommagés et forcés d’atterrir, un lourd sacrifice qui a permis cependant la destruction d'un bombardier et cinq chasseurs japonais. Walters lui-même a failli être abattu quand il a voulu avertir Caldwell d'un chasseur ennemi qui le prenait en ligne de mire, au détriment de sa propre sécurité. Quand il atterrit, Caldwell a ironiquement reproché à son commandant : « Mais tu es idiot mon ami... Tu veux sauver ta propre peau au lieu de t'inquiéter du sort des autres ! » Le 20 juin, il participe aux combats aériens contre les Japonais, faisant partie des quatorze pilotes venus spécialement pour venger la mort de deux de leurs compagnons d'arme. Il quitte Darwin quelques jours plus tard, après avoir suscité l'admiration de Caldwell et du reste des membres de l'escadre.
Walters était à la tête du N° 5 Service Flying Training School à Uranquinty, en Nouvelle-Galles du Sud, le 30 juin 1943 mais le mois suivant il est envoyé à Merauke en Nouvelle-Guinée néerlandaise pour prendre le commandement de la 72e escadre après la réaffectation du commandant Charles Eaton,,. Composé du 84e Escadron avec uniquement des Commonwealth CA-12 , du 86e Escadron (composé de chasseurs Curtis P-40 Kittyhawk) et du 12e Escadron (composé de bombardiers Vultee A-31), l'escadre N ° 72 était sous le contrôle du commandement de la RAAF de la région nord-est, qui a également assuré la défense aérienne et la patrouille à l'ouest de la Nouvelle Guinée. Le Group Captain Bill Hely assume le commandement de l'escadre numéro 72 en mai 1944 et Walters est nommé chef de la branche politique et stratégique au siège de la RAAF. Il est mentionné le 28 octobre 1944 pour « service galant et distingué » dans la région du Nord-Est, le prix étant promulgué le 9 mars 1945.

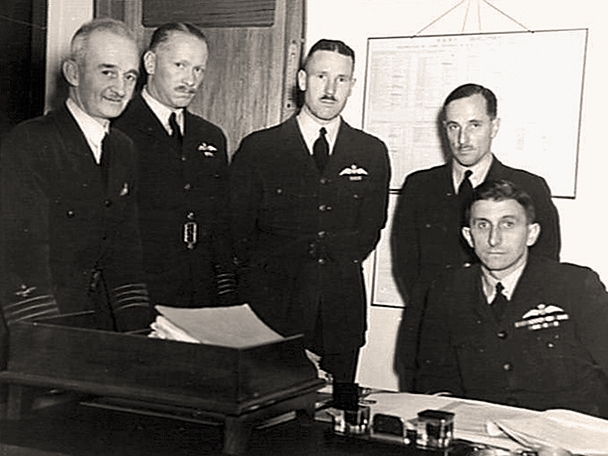
Walters (deuxième à partir du gauche) avec les membres de la SWPA en mai 1942.

En février 1945, Walters est promu Air commodore puis Air Officer Commanding au sein de la Nothern command de la RAAF, dirigeant ses opérations en Papouasie-Nouvelle-Guinée, en Nouvelle-Bretagne et à Bougainville jusqu'à la fin de la guerre. Basé à Madang, la Northern command avait précédemment été une grande formation mobile connue sous le nom de groupe no 9, mais a évolué en une force de garnison, sa fonction mobile étant supplantée par le groupe no 10 (devenu plus tard la First Tactical Air Force),. Les formations opérationnelles du Northern Command comprenaient la 71e escadre dans le nord de la Nouvelle-Guinée, la N°74 à Port Moresby et la N°84 à Bougainville. L'escadre numéro 71, commandée par le Group Captain Val Hancock, a soutenu la 6e division australienne lors de la Campagne d'Aitape-Wewak, malgré l'insuffisance de l'artillerie qui, à un moment donné, a obligé les escadrons à armer leur Bristol Beaufort avec des bombes saisies aux Japonais qui ont été capturés. La 84e escadre souffrait d'une pénurie de pilote et d'équipement pendant la Campagne de Bougainville, et un traumatisme psychologique s'est installé au sein des troupes après la fin de la guerre, en raison de l'inactivité et de l'incertitude de la démobilisation ; et par conséquent, le commandant d'escadre envoie au siège du Northern Command un rapport assez froid, dont le ton a valu à Walters une réprimande de la part des hauts officiers de la RAAF,. En septembre, il représente la RAAF lors des cérémonies de la capitulation japonaise à Wewak.

## Carrière d'après-guerre
Walters est nommé Commandant de l'ordre de l'Empire britannique lors des King's Birthday Honours le 25 juin 1946 pour « service remarquable durant les opérations contre les Japonais », alors qu'il dirigeait le Northern Command pendant la guerre. Après avoir terminé son mandat en tant qu'AOC cette année-là, il récupère son poste de Chef de la branche politique et stratégique au siège de la RAAF. Il assiste à l'Imperial Defense College à Londres en 1947. Il fait également partie d'un cercle très fermé de hauts commandants très appréciés, avec notamment John McCauley, Fred Scherger et Val Hancock, affectés par l'Australian Air Board aux postes de haut dignitaire de la RAAF, quand la guerre fut terminée. À court terme, il est resté air commodore avec un grade de Group Captain à partir de mai 1947, alors que le corps des officiers a fortement diminué après la démobilisation. Il est sélectionné en tant qu'AOC de la Southern Area Command en mars 1948,. Le mois suivant, il se rend à Morotai pour présider une cour martiale chargée de juger un aviateur de la RAAF accusé d'avoir tué un officier de la marine marchande néerlandaise,.
En janvier 1951, Walters est nommé au quartier général de la RAAF à Londres. En décembre, il fait partie du contingent australien lors de la Conférence des forces aériennes du Commonwealth, où la présence de la RAAF est sollicitée au Moyen-Orient ; cela a fini par aboutir à la réhabilitation et au déploiement de l'escadre No. 78 à Malte, en juillet 1952. Bien que Walters ait voulu profiter de l'acquisition des premiers North American F-86 Sabre au sein de la RAAF, les réalités politiques l'ont amené à négocier un accord par lequel l'escadre serait équipée de De Havilland Vampire britannique,. En octobre 1952, il est promu au poste de Air vice-marshal et est envoyé à Washington pour diriger la Australian Joint Services Staff, succédant au vice-maréchal Scherger. Ce rang devient permanent en janvier 1954, lorsqu'il succède au vice-maréchal McCauley,. Il a tenu ce poste pendant trois ans. Durant son mandat, le CAC Sabre est introduit au service opérationnel de l'armée de l'air, lorsque la 3e Escadron reçoit sa première livraison d'avions en mars 1956,. 
Walters est nommé Compagnon de l'ordre du Bain lors des New Year Honours de 1956. En mars 1957, il est parmi les trois candidats, avec les vice-Maréchaux Scherger et Hancock, pour succéder au Maréchal Sir John McCauley au poste de chef de l'état-major de la Force aérienne (CAS), la plus haute fonction au sein de la RAAF. Bien que Walters ait été considéré comme très compétent, Scherger avait longtemps été considéré comme exceptionnel et est « sûrement la meilleure option à l'heure actuelle » selon un ancien CAS, le Maréchal Sir Donald Hardman. Scherger obtient donc le poste, et Walters devient Air member for Personnel (AMP) le 21 octobre. En tant qu'AMP, il occupe un siège sur l'Air Board, l'organisme de contrôle du service qui inclut des officiers supérieurs et qui était présidé par la CAS,. Dans ce poste, il est chargé d'évaluer les recommandations des examens effectués par le commandant de l'AOC Training, le vice-maréchal Ian Dougald McLachlan, qui était en train de mener une nouvelle politique au RAAF College pour les nouvelles recrues ayant récemment reçu leurs diplômes universitaires, conformément aux institutions similaires dans les autres services de l'armée ; le collège est par la suite renommé RAAF Academy,. Walters sert en tant qu'AMP jusqu'en août 1959. Le mois suivant, il est nommé AOC du Support Command, une nouvelle organisation créée par la fusion des anciens Comités de formation et de maintenance de la RAAF. Lorsque le mandat de Scherger en tant que CAS expire en mai 1961, Walters et Hancock ont été de nouveau présentés au ministre de l'Air en tant que remplaçants potentiels. Selon les historiens militaires Alan Stephens et Keith Issacs, « La chance n'a pas sourit à Walters. La capacité professionnelle, l'expérience opérationnelle et les qualités personnelles de Hancock étaient jugées plus appropriées pour le poste. »

## Retrait de la vie militaire
Walters quitte la RAAF le 16 mai 1962. Sa retraite ainsi que sa succession par le air vice-marshal Douglas Candy avaient été annoncées en novembre de l'année précédente,. Il passe alors la majeure partie de ses temps libres dans les courses de chevaux. Il meurt d'un syndrome cardio-rénal à Heidelberg, à Melbourne le 19 octobre 1968. La RAAF lui a accordé des funérailles militaires au Scots Church de Melbourne. Parmi les porteurs de son cercueil on comptait deux anciens CAS, les maréchaux Sir Richard Williams et Sir George Jones, ainsi que les vice-maréchaux Henry Wrigley, Joe Hewitt, Colin Hannah et Douglas Candy.